# Vilardevós
Vilardevós (em castelhano Villardevós, em galego reintegrado Vilar d'Avós) é um município raiano da Espanha na província 
de Ourense, 
comunidade autónoma da Galiza, de área 152,21 km² com 
população de 2633 habitantes (2004) e densidade populacional de 17,30 hab/km².

## Demografia
| Variação demográfica do município entre 1991 e 2004 | Variação demográfica do município entre 1991 e 2004 | Variação demográfica do município entre 1991 e 2004 | Variação demográfica do município entre 1991 e 2004 |
| --------------------------------------------------- | --------------------------------------------------- | --------------------------------------------------- | --------------------------------------------------- |
| 1991                                                | 1996                                                | 2001                                                | 2004                                                |
| 3264                                                | 3079                                                | 2803                                                | 2633                                                |